# Medina (Ungheria)
Medina (serbo:Медина) è un comune dell'Ungheria centro-meridionale di 875 abitanti (dati 2005). È situato nella contea di Tolna.